# Ketil Haugsand
Ketil Haugsand (1950) is een Noors clavecinist en dirigent.

## Levensloop
Haugsand studeerde aan de conservatoria van Trondheim en Oslo. Vervolgens studeerde hij in Praag, Haarlem en in Amsterdam bij Gustav Leonhardt. In 1975 behaalde hij in Amsterdam de 'Prix d'Excellence'. In 1980 behaalde hij de Vijfde prijs in het Internationaal klavecimbelconcours, in het kader van het Festival Musica Antiqua in Brugge.
Van 1974 tot 1994 was hij docent aan de Staatsacademie voor Muziek in Oslo, voor klavecimbel, continuo, pianoforte, vroege orgelrepertoire en opleiding van barokensembles. In 1994 werd hij docent aan de Muziekhogeschool van Keulen. Hij is stichtend lid van de Academia de Musica Antiga de Lisboa en gaf jaarlijks cursussen in oude muziek zowel in Lissabon als in Porto. Hij treedt vaak op als jurylid bij internationale wedstrijden. Dit deed hij onder meer in Leipzig, Warschau en Praag. In 2004 en 2007 was hij lid van de jury voor het internationaal klavecimbelconcours in Brugge.
Sinds 1969 werkte Haugsand aan zijn carrière als soloist of mer kamermuziekensemble of orkest. Hij trad onder meer op met Jaap Schröder, Wieland Kuijken, Barthold Kuijken, Marie Leonhardt en Frans Brüggen. Hij trad vooral veel op samen met de Amerikaanse Viola da Gamba speelster Laurence Dreyfus. Met haar en met Catherine Mackintosh speelde hij werk van Jean-Philippe Rameau.
Hij is artistiek leider van het Ensemble Arte Real en van het Noors Barokorkest.
Haugsand is ook klavecimbelbouwer en wordt vaak geraadpleegd bij het ontwerpen van nieuwe instrumenten of het restaureren van oude instrumenten.

## Discografie
- L. Marchand
- J.S. Bach, Goldberg Variaties.
- Rameau's Pièces de Clavecin en Concert